# Louga (departamento)

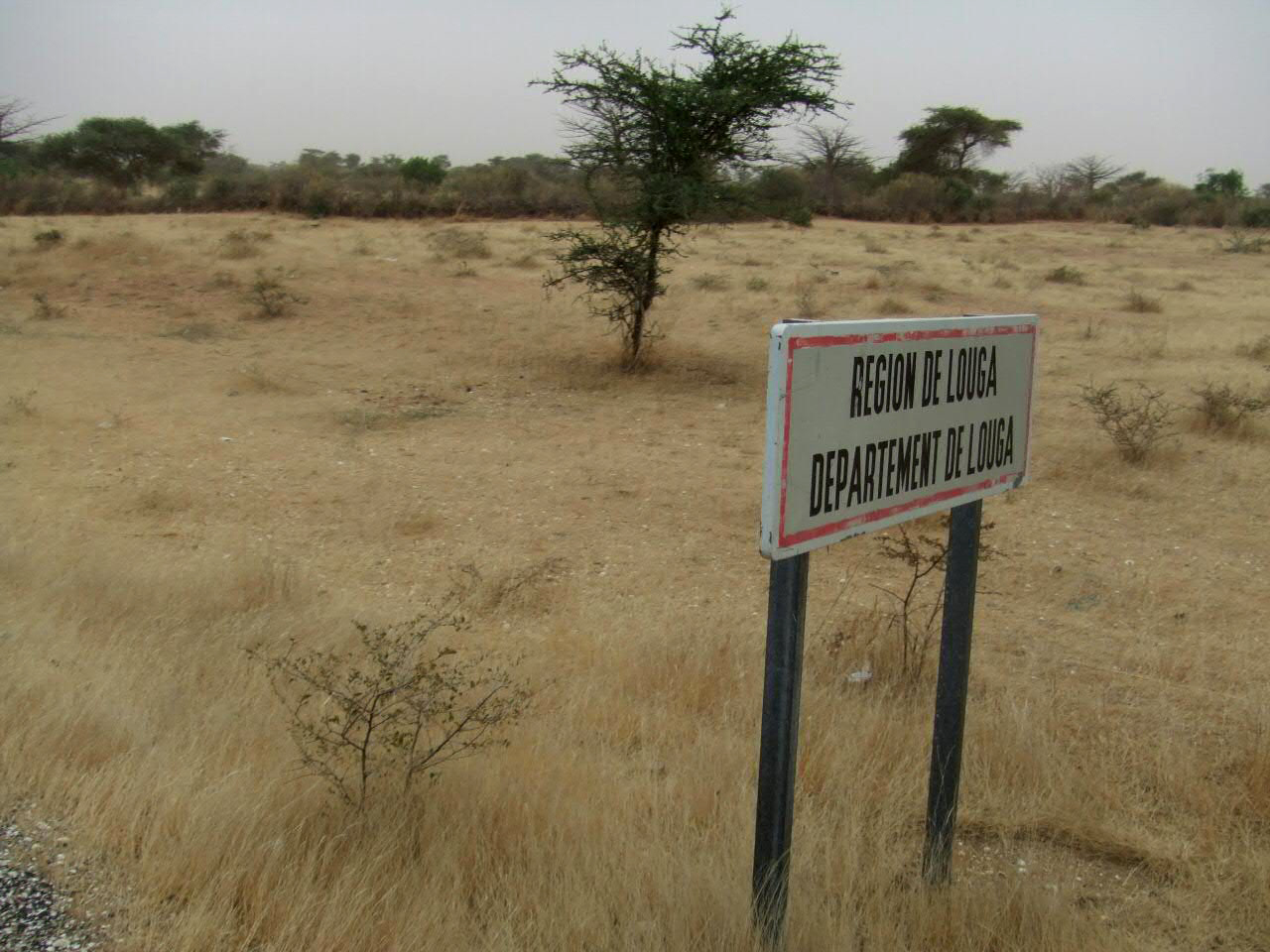
Entrada para o departamento de Louga, com as paisagens típicas da região ao fundo.

Louga é um departamento da região de Louga, no Senegal.